# Viski vár
A viski vár a 13. században épült az Ugocsáról a tiszai átkelőhelyeken át Máramarosba vezető utak ellenőrzése céljából.

## Története
A várat 1281–1298 között a Hontpázmány nemzetség tagjai, az Ujhelyi család ősei építették a IV. László és III. András királyok uralkodása idején dúló belső háborúk idején. A vár stratégiai szerepet töltött be. Célja a tiszai átkelőhelyen az Ugocsáról Máramarosba vezető utak ellenőrzése volt.
1300-ban az addig ugocsai királyi birtokhoz tartozó Visket és a viski várat III. Béla király elvette, illetve elcserélte az ugocsai királyi birtokért a Hontpázmány nemzetség tagjaival, cserébe Feketeardót, Rakaszt, és Nyírtelek nevű pusztát adta.
A 14. század közepéig viski vár királyi birtok volt, majd Máramaros vármegye központja lett.
Jelentőségét a huszti vár felépítése után vesztette el, majd pusztulásnak indult.
Mára a vár emlékét csak romjai őrzik. A 20. század elején Soós Elemér hadtörténész végezte el a romok felmérését és készített egy rekonstrukciót a várról.